# Grand Prix d'Isbergues 2014
La 68e édition du Grand Prix d'Isbergues a eu lieu le 21 septembre 2014. C'est la quinzième épreuve de la Coupe de France de cyclisme sur route 2014. La course fait partie du calendrier UCI Europe Tour 2014 en catégorie 1.1.
La course a été remportée par le champion de France Arnaud Démare (FDJ.fr) lors d'un sprint massif d'une soixantaine de coureurs devant le Biélorusse Yauheni Hutarovich (AG2R La Mondiale) et l'Australien Heinrich Haussler (IAM).
Au niveau des classements annexes, Démare termine également meilleur jeune, le Français Jimmy Turgis (Roubaix Lille Métropole) remporte le classement des sprints, son compatriote, le local Adrien Petit (Cofidis) le prix de la combativité, le Norvégien Kristoffer Skjerping (Joker) celui des monts tandis que la formation français Roubaix Lille Métropole termine meilleure équipe. De plus Turgis remporte le sprint spécial 62 alors que les Français Alexandre Pichot (Europcar) et Florian Sénéchal (Cofidis) remportent respectivement le dossard vert de la Coupe de France et le prix du meilleur coureur régional.
Grâce à sa sixième place sur l'épreuve, le Français Julien Simon (Cofidis) s'assure de remporter la Coupe de France 2014 tandis que la formation Bretagne-Séché Environnement fait de même pour le classement par équipes tout cela avant la seizième et dernière manche qui a lieu lors du Tour de Vendée. Ils succèdent respectivement au palmarès à un autre Français, Samuel Dumoulin (AG2R La Mondiale) septième de ce Grand Prix d'Isbergues et à l'équipe FDJ.fr lauréate l'année précédente.

## Présentation

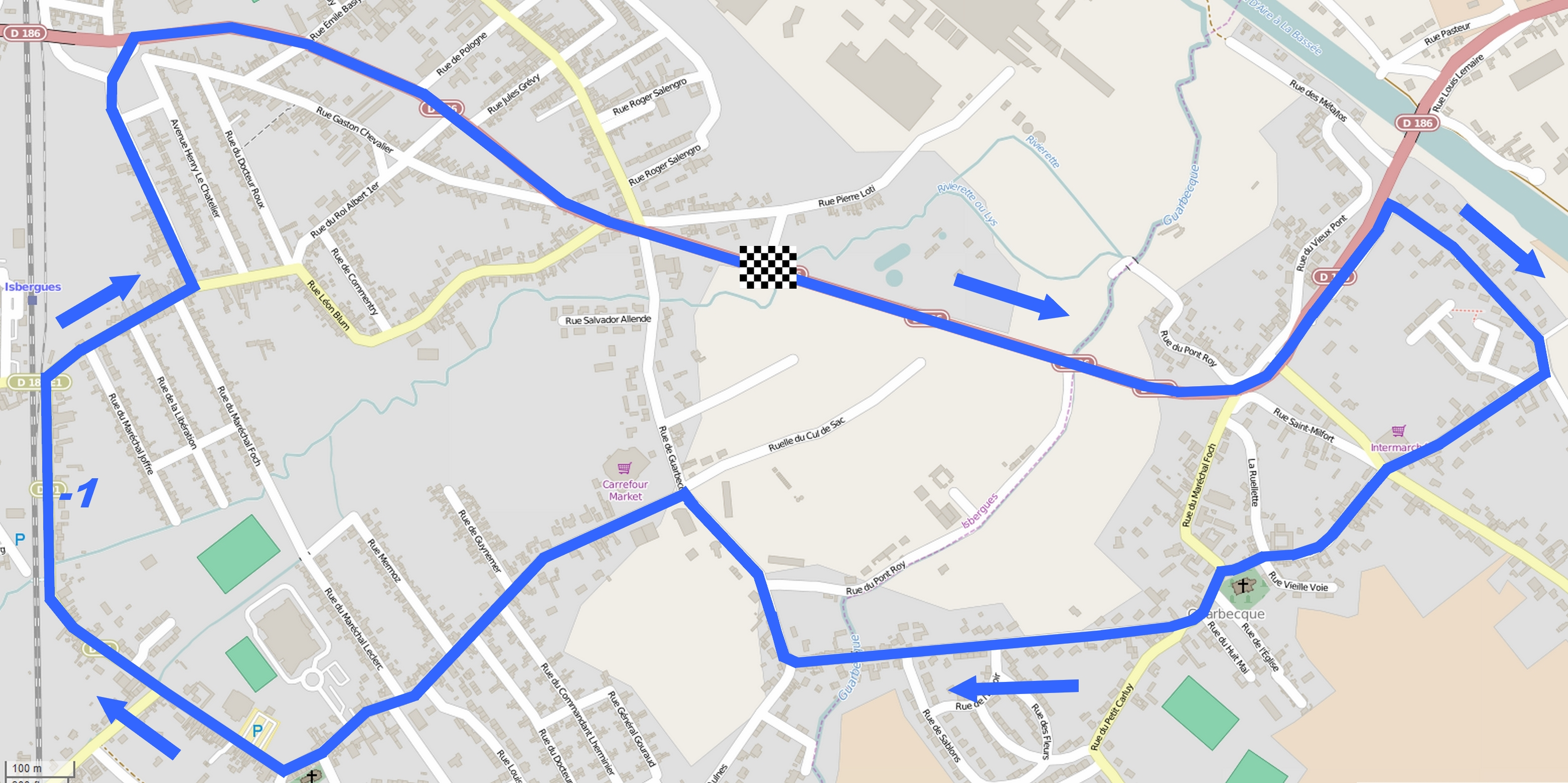
Le circuit local.

Cette 68e édition du Grand Prix d'Isbergues est la quinzième et avant-dernière épreuve de la Coupe de France 2014. C'est la dernière course du calendrier UCI Europe Tour 2014 se déroulant dans le Nord-Pas-de-Calais. La course porte également le nom de Grand Prix d'Isbergues-Pas de Calais. Elle a lieu le dimanche 21 septembre 2014, au départ d'Isbergues.

### Parcours
Le Grand Prix d'Isbergues se déroule en France, dans le Pas-de-Calais, sur un parcours de 200,5 kikomètres. Les coureurs prennent le départ à midi à Isbergues. Ils effectuent trois tours du circuit local, qui se parcourt dans le sens horaire, puis se dirigent en direction du nord, franchissent le hameau de La Lacque, puis atteignent Aire-sur-la-Lys, où se déroule le 1er sprint au kilomètre 23,4. Après un nouveau passage sur la ligne, au kilomètre 32,6, les coureurs commencent le circuit principal, qu'ils parcourent également dans le sens horaire,...

### Équipes
Classé en catégorie 1.1 de l'UCI Europe Tour, le Grand Prix d'Isbergues est par conséquent ouvert aux UCI ProTeams dans la limite de 50 % des équipes participantes, aux équipes continentales professionnelles, aux équipes continentales et aux équipes nationales,.
Dix-huit équipes participent à ce Grand Prix d'Isbergues - six ProTeams, six équipes continentales professionnelles et six équipes continentales :
| UCI ProTeams     | UCI ProTeams | UCI ProTeams |
| Nom de l'équipe  | Pays         | Code         |
| ---------------- | ------------ | ------------ |
| AG2R La Mondiale | France       | ALM          |
| BMC Racing       | États-Unis   | BMC          |
| Europcar         | France       | EUC          |
| FDJ.fr           | France       | FDJ          |
| Giant-Shimano    | Pays-Bas     | GIA          |
| Tinkoff-Saxo     | Russie       | TCS          |

| Équipes continentales professionnelles | Équipes continentales professionnelles | Équipes continentales professionnelles |
| Nom de l'équipe                        | Pays                                   | Code                                   |
| -------------------------------------- | -------------------------------------- | -------------------------------------- |
| Bretagne-Séché Environnement           | France                                 | BSE                                    |
| Cofidis                                | France                                 | COF                                    |
| IAM                                    | Suisse                                 | IAM                                    |
| NetApp-Endura                          | Allemagne                              | TNE                                    |
| Topsport Vlaanderen-Baloise            | Belgique                               | TSV                                    |
| Wanty-Groupe Gobert                    | Belgique                               | WGG                                    |

| Équipes continentales   | Équipes continentales | Équipes continentales |
| Nom de l'équipe         | Pays                  | Code                  |
| ----------------------- | --------------------- | --------------------- |
| BigMat-Auber 93         | France                | BIG                   |
| Joker                   | Norvège               | TJO                   |
| La Pomme Marseille 13   | France                | LPM                   |
| Roubaix Lille Métropole | France                | RLM                   |
| Veranclassic-Doltcini   | Belgique              | VER                   |
| Wallonie-Bruxelles      | Belgique              | WBC                   |

### Règlement de la course

#### Primes
Les vingt prix sont attribués suivant le barème de l'UCI,,.
| Position | 1er     | 2e      | 3e      | 4e    | 5e    | 6e    | 7e    | 8e    | 9e    | 10e à 20e |
| Prix     | 5 785 € | 2 895 € | 1 445 € | 715 € | 580 € | 433 € | 433 € | 287 € | 287 € | 147 €     |

Ainsi, Arnaud Démare remporte 5 785 €, Yauheni Hutarovich 2 895 €, Heinrich Haussler 1 445 €, Tom Van Asbroeck 715 €, Reinardt Janse van Rensburg 580 €, Julien Simon et Samuel Dumoulin 433 €, Jempy Drucker et Mickaël Delage 287 € et enfin Baptiste Planckaert, Timothy Dupont, Evaldas Šiškevičius, Joeri Stallaert, Florian Vachon, Armindo Fonseca, Romain Feillu, Ralf Matzka, Rudy Barbier, Justin Jules et Antoine Demoitié 147 €,.

#### Prix spéciaux
En plus des primes imposées par le règlement de l'Union cycliste internationale, les organisateurs ont choisi de distribuer huit autres prix.

#### Délai d'élimination
Tout coureur qui franchit la ligne d'arrivée dans un temps dépassant 8 % de celui du coureur n'est plus retenu au classement.

## Récit de la course
Le Français Arnaud Démare (FDJ.fr) termine premier lors d'un sprint massif devant le Biélorusse Yauheni Hutarovich (AG2R La Mondiale) et l'Australien Heinrich Haussler (IAM),. La course permet à Julien Simon (Cofidis), sixième de la course, de s'offrir le classement général de la Coupe de France 2014 tout comme la formation Bretagne-Séché Environnement sur celui par équipes.

## Classements

### Classement final

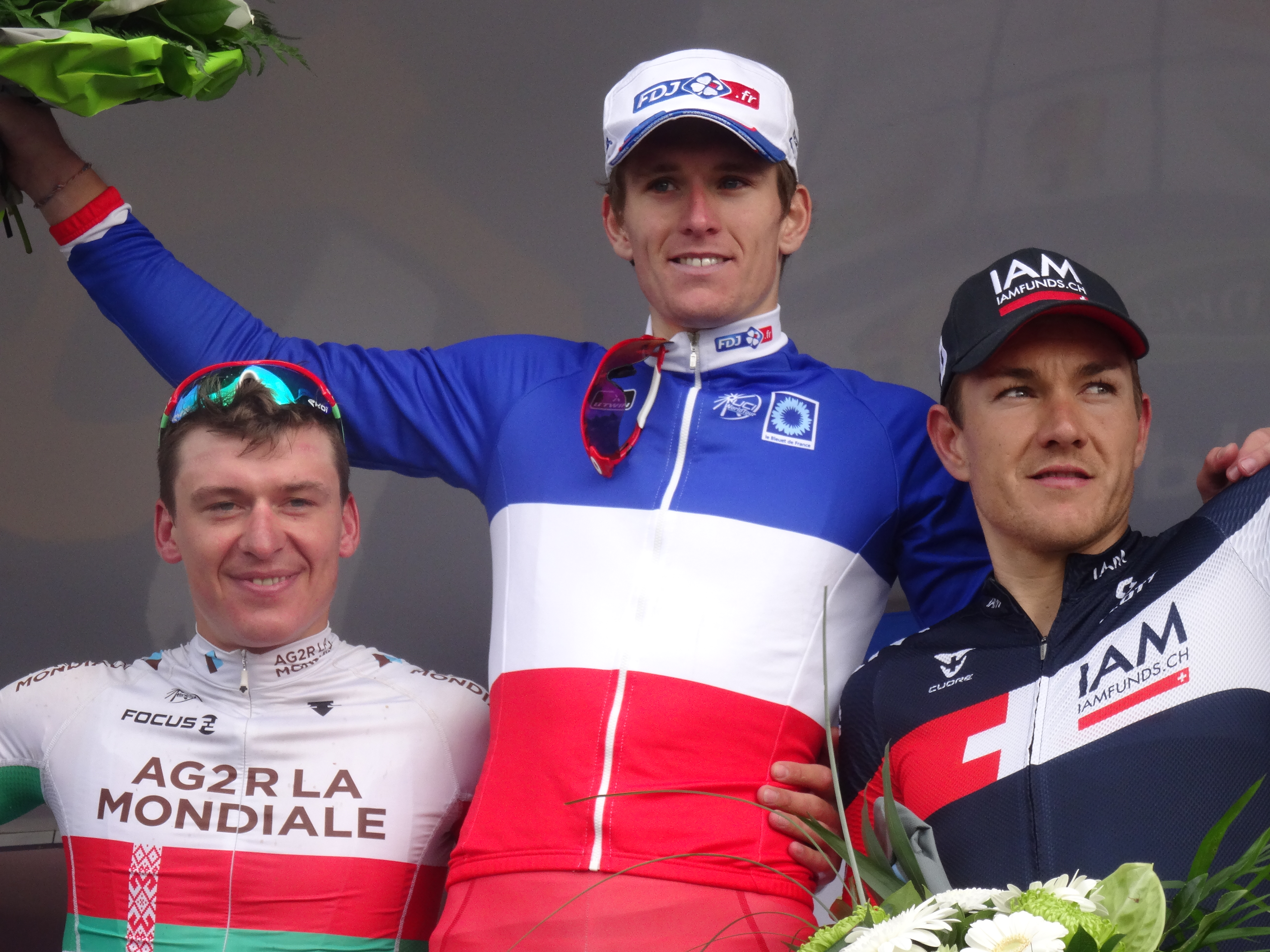
Podium de l'édition 2014 du Grand Prix d'Isbergues : Yauheni Hutarovich (2e), Arnaud Démare (1er) et Heinrich Haussler (3e).

Le Grand Prix d'Isbergues est remporté par le Français Arnaud Démare (FDJ.fr), qui parcourt les 200,5 kilomètres en 4 h 28 min 6 s, soit à une vitesse moyenne de 44,871 km/h. Il est suivi dans le même temps par le Biélorusse Yauheni Hutarovich (AG2R La Mondiale) et par l'Australien Heinrich Haussler (IAM). Cent-quatre coureurs terminent la course, le dernier est le Néerlandais Brian Bulgaç (Giant-Shimano), à 4 min 48 s, précédé dans le même temps par le Français Adrien Petit (Cofidis).
| Classement général | Classement général          | Classement général | Classement général          | Classement général |
|                    | Coureur                     | Pays               | Équipe                      | Temps              |
| ------------------ | --------------------------- | ------------------ | --------------------------- | ------------------ |
| 1er                | Arnaud Démare               | France             | FDJ.fr                      | en 4 h 28 min 6 s  |
| 2e                 | Yauheni Hutarovich          | Biélorussie        | AG2R La Mondiale            | m.t                |
| 3e                 | Heinrich Haussler           | Australie          | IAM                         | m.t                |
| 4e                 | Tom Van Asbroeck            | Belgique           | Topsport Vlaanderen-Baloise | m.t                |

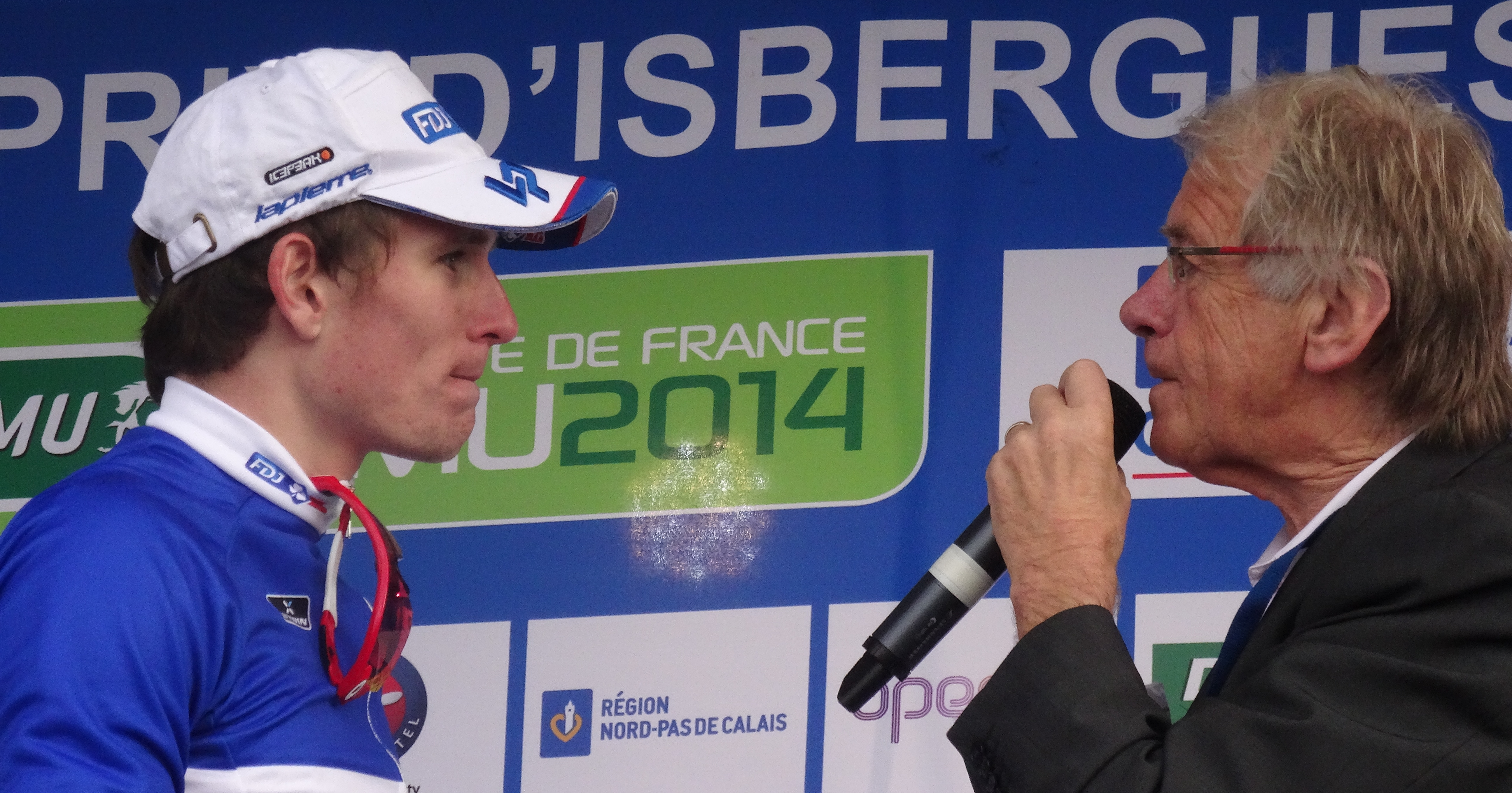
Arnaud Démare interviewé par Daniel Mangeas.

| 5e                 | Reinardt Janse van Rensburg | Afrique du Sud     | Giant-Shimano               | m.t                |
| 6e                 | Julien Simon                | France             | Cofidis                     | m.t                |
| 7e                 | Samuel Dumoulin             | France             | AG2R La Mondiale            | m.t                |
| 8e                 | Jempy Drucker               | Luxembourg         | Wanty-Groupe Gobert         | m.t                |
| 9e                 | Mickaël Delage              | France             | FDJ.fr                      | m.t                |
| 10e                | Baptiste Planckaert         | Belgique           | Roubaix Lille Métropole     | m.t                |
| modifier           |                             |                    |                             |                    |

### Classements annexes
Au niveau des classements annexes, Arnaud Démare termine également meilleur jeune, le Français Jimmy Turgis (Roubaix Lille Métropole) remporte le classement des sprints, son compatriote, le local Adrien Petit (Cofidis) le prix de la combativité, le Norvégien Kristoffer Skjerping (Joker) celui des monts tandis que la formation français Roubaix Lille Métropole termine meilleure équipe. De plus Jimmy Turgis remporte le sprint spécial 62 alors que les Français Alexandre Pichot (Europcar) et Florian Sénéchal (Cofidis) remportent respectivement le dossard vert de la Coupe de France et le prix du meilleur coureur régional.
Grâce à sa sixième place sur l'épreuve, le Français Julien Simon (Cofidis) s'assure de remporter la Coupe de France 2014 tandis que la formation Bretagne-Séché Environnement fait de même pour le classement par équipes tout cela avant la seizième et dernière manche qui a lieu lors du Tour de Vendée. Ils succèdent respectivement au palmarès à un autre Français, Samuel Dumoulin (AG2R La Mondiale) septième de ce Grand Prix d'Isbergues et à l'équipe FDJ.fr lauréate l'année précédente.

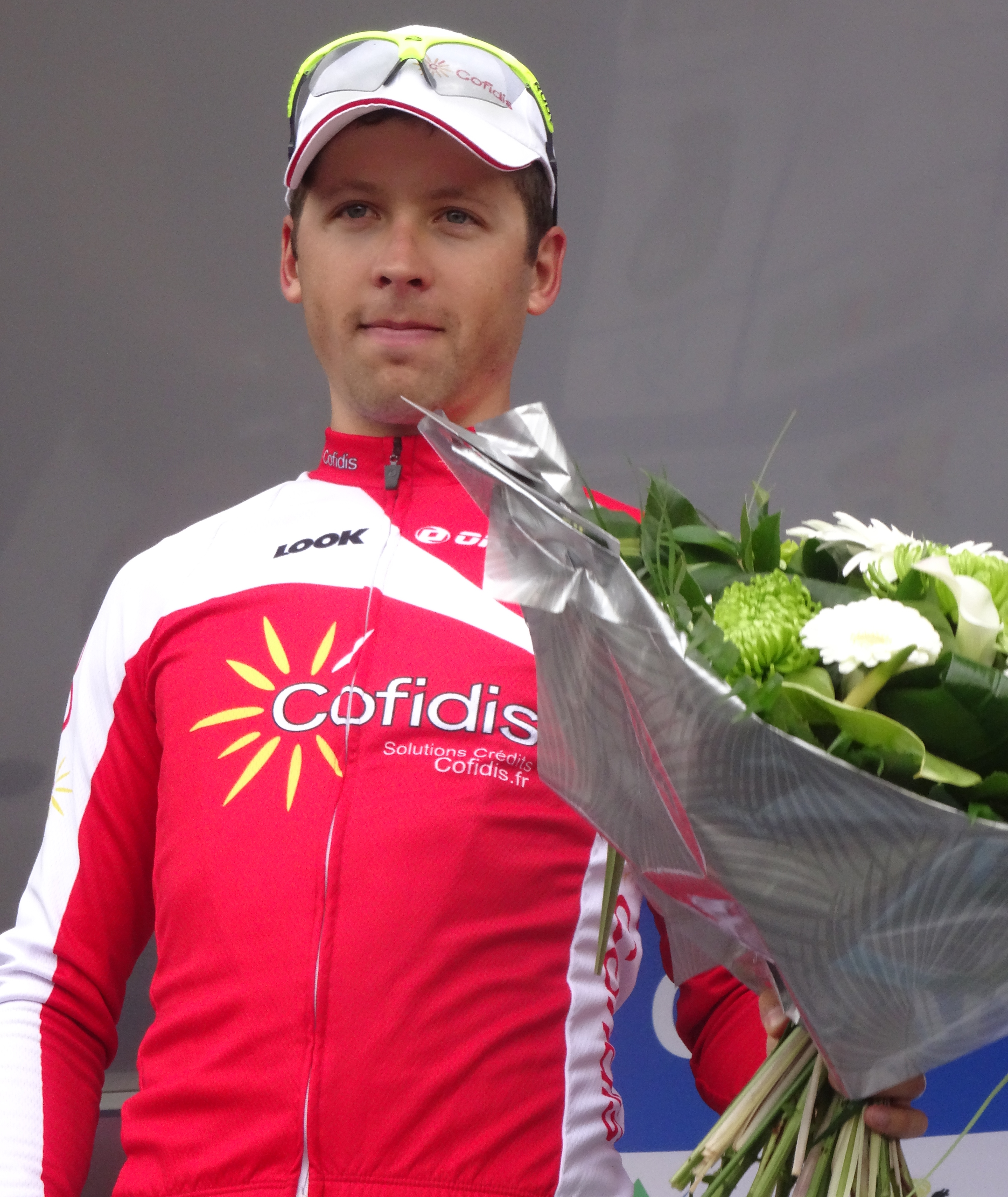
Julien Simon, leader de la Coupe de France 2014.
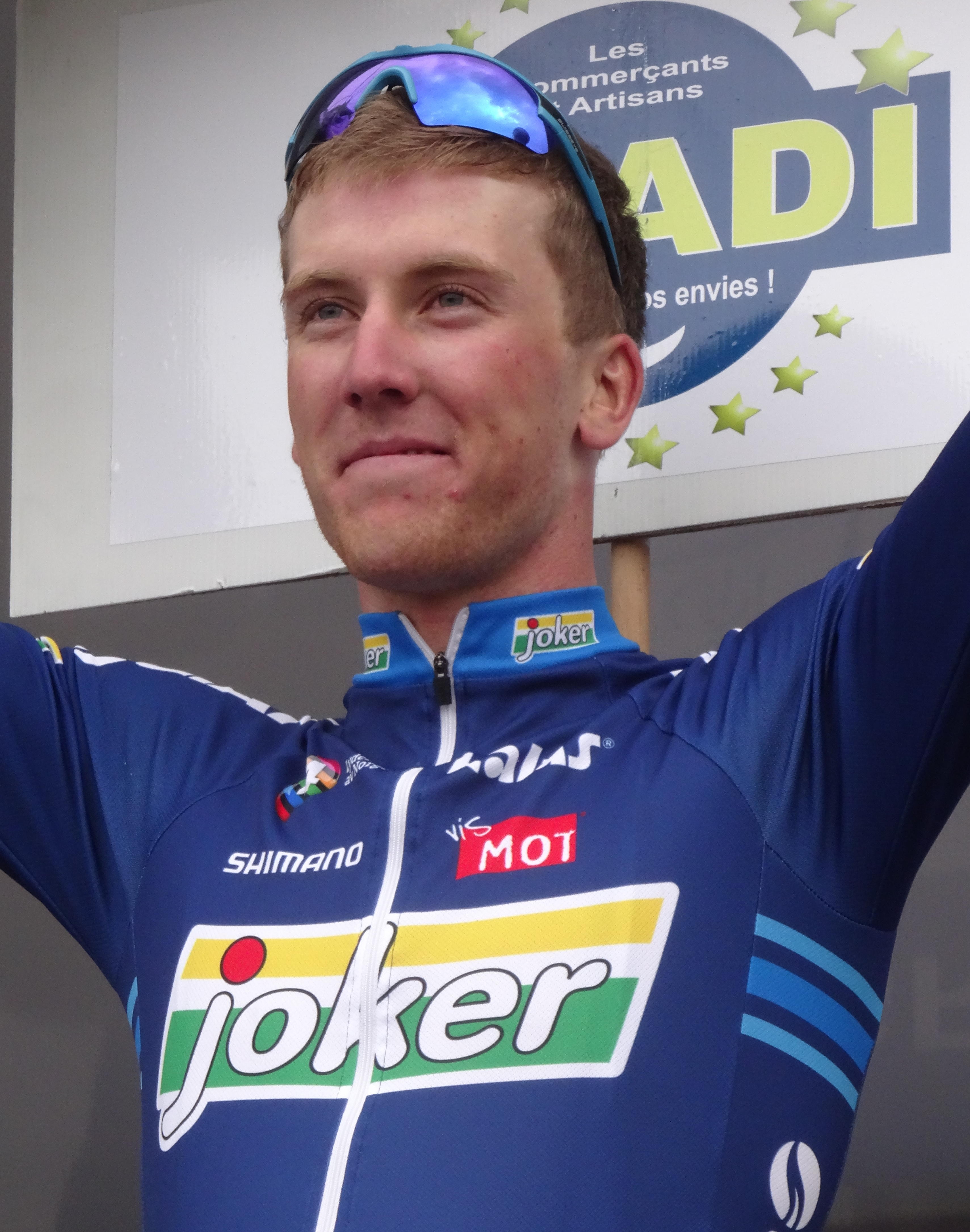
Kristoffer Skjerping, meilleur grimpeur.
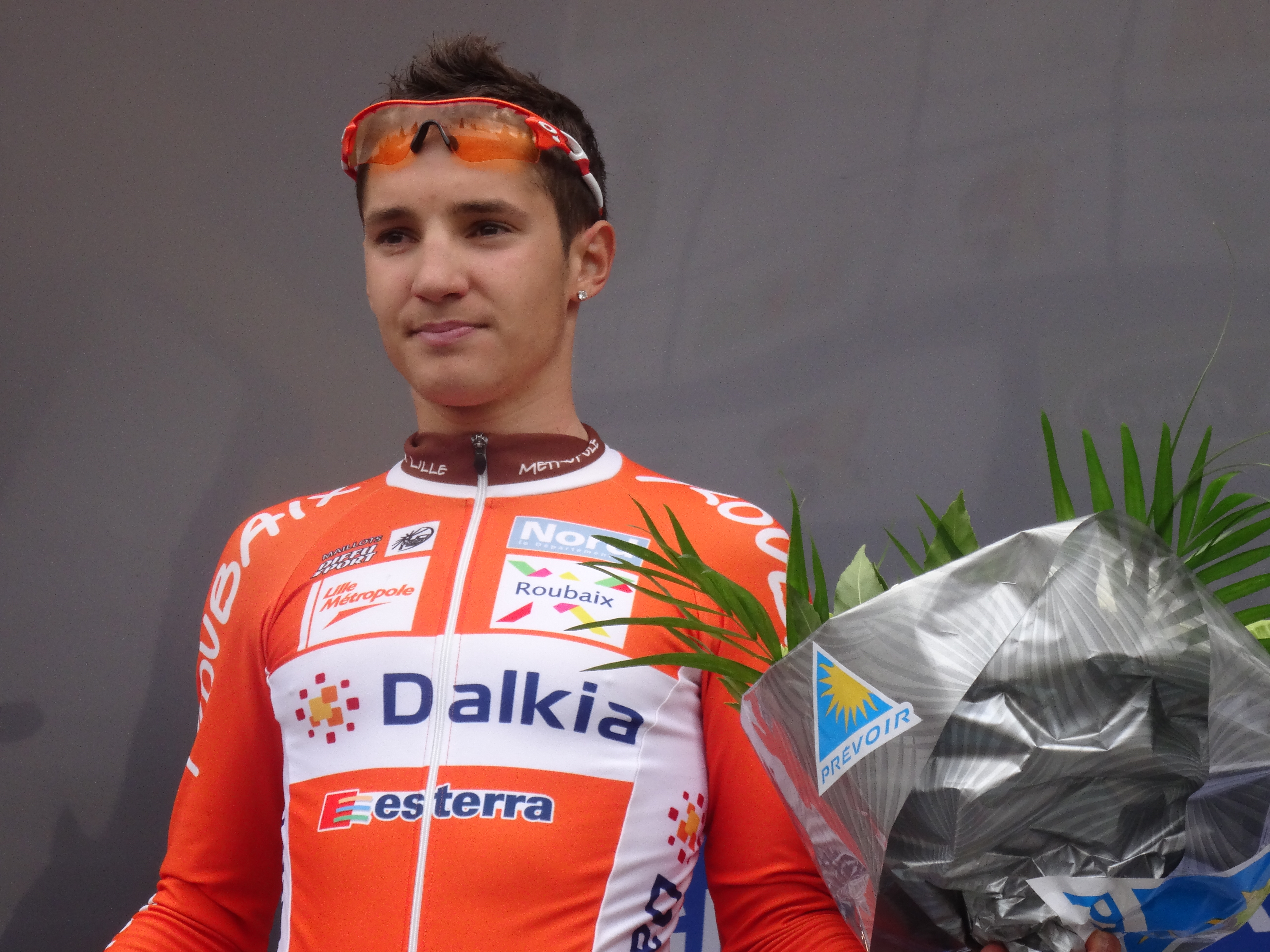
Jimmy Turgis, meilleur sprinteur.
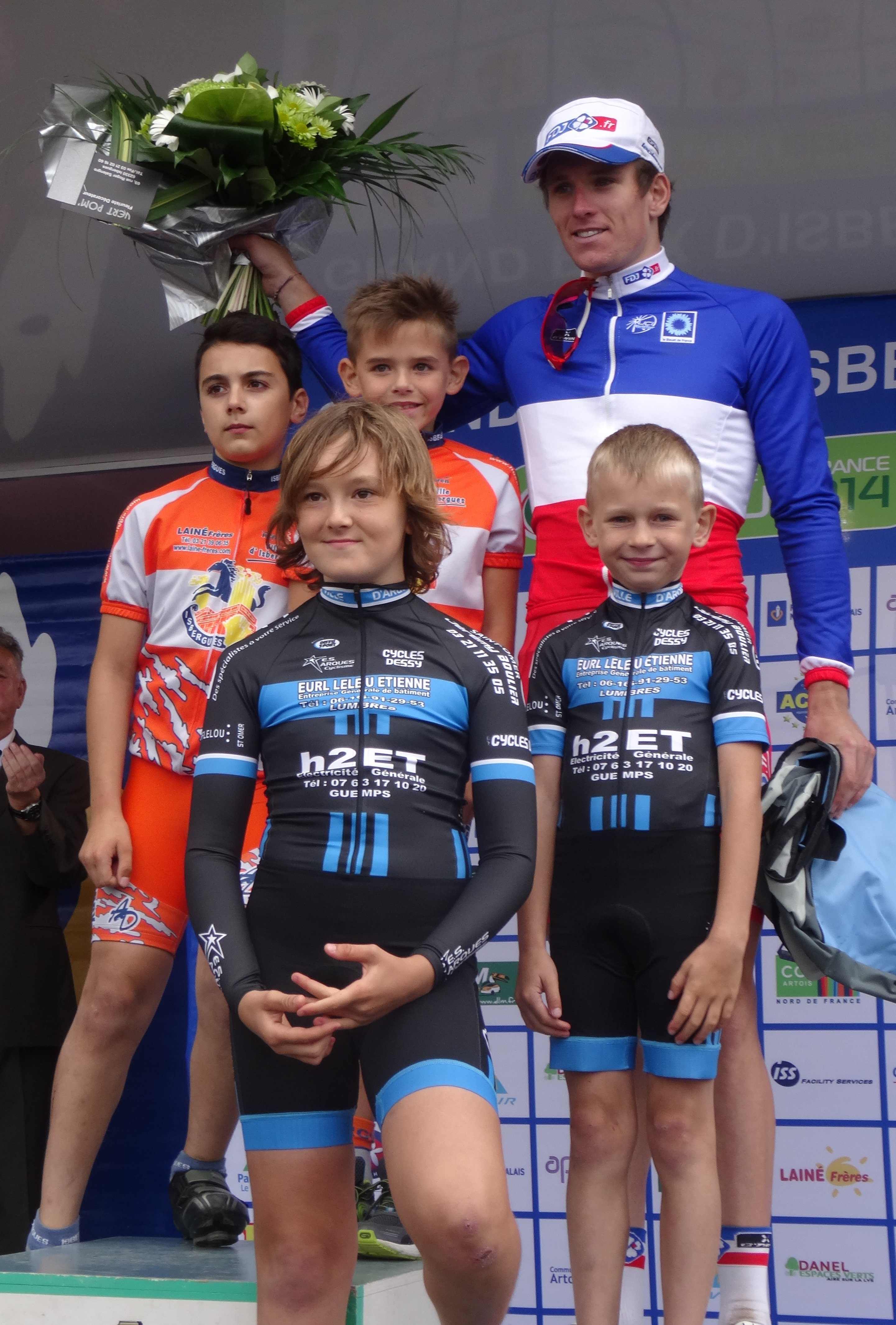
Arnaud Démare, meilleur jeune.
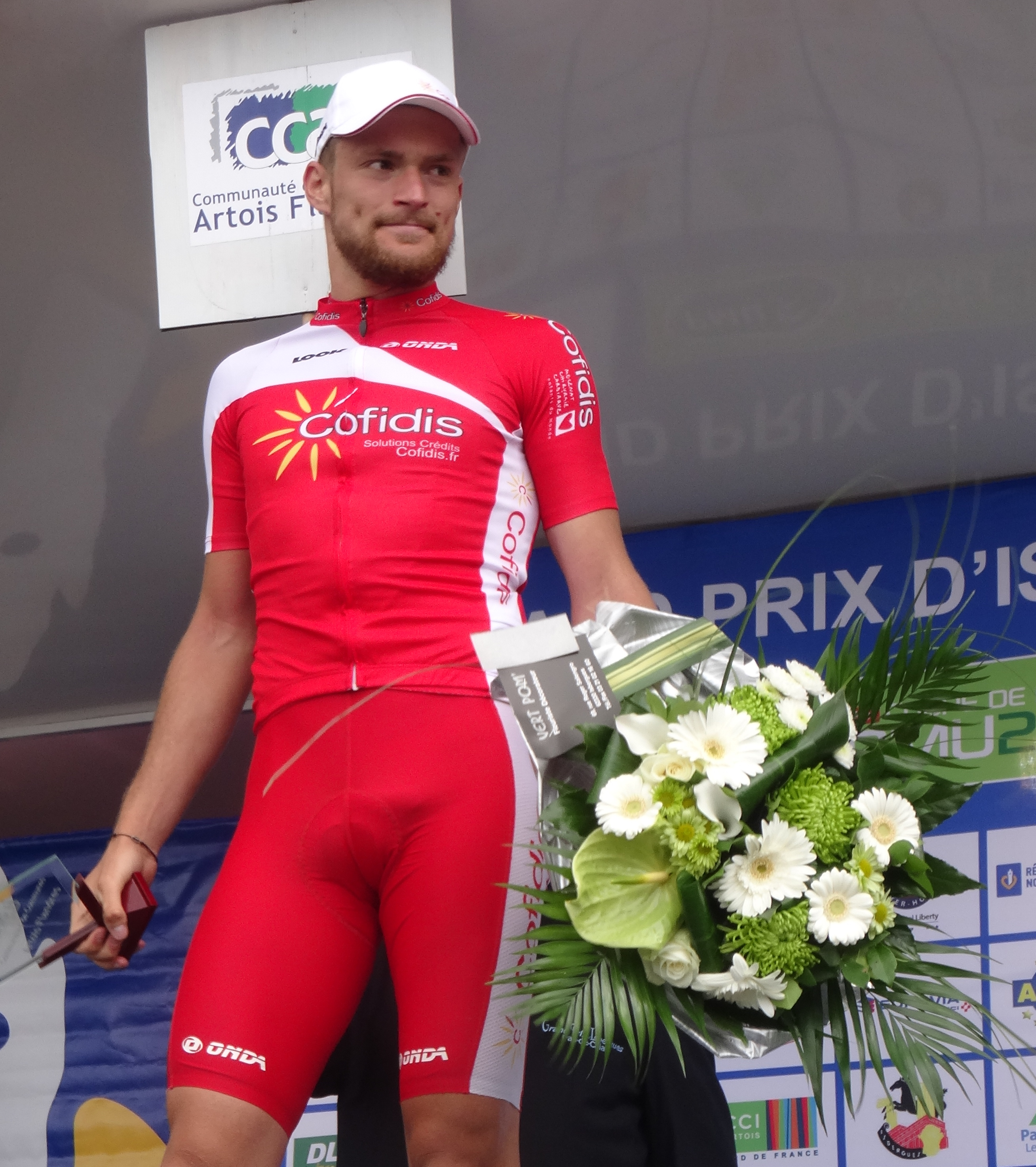
Adrien Petit, coureur le plus combatif.
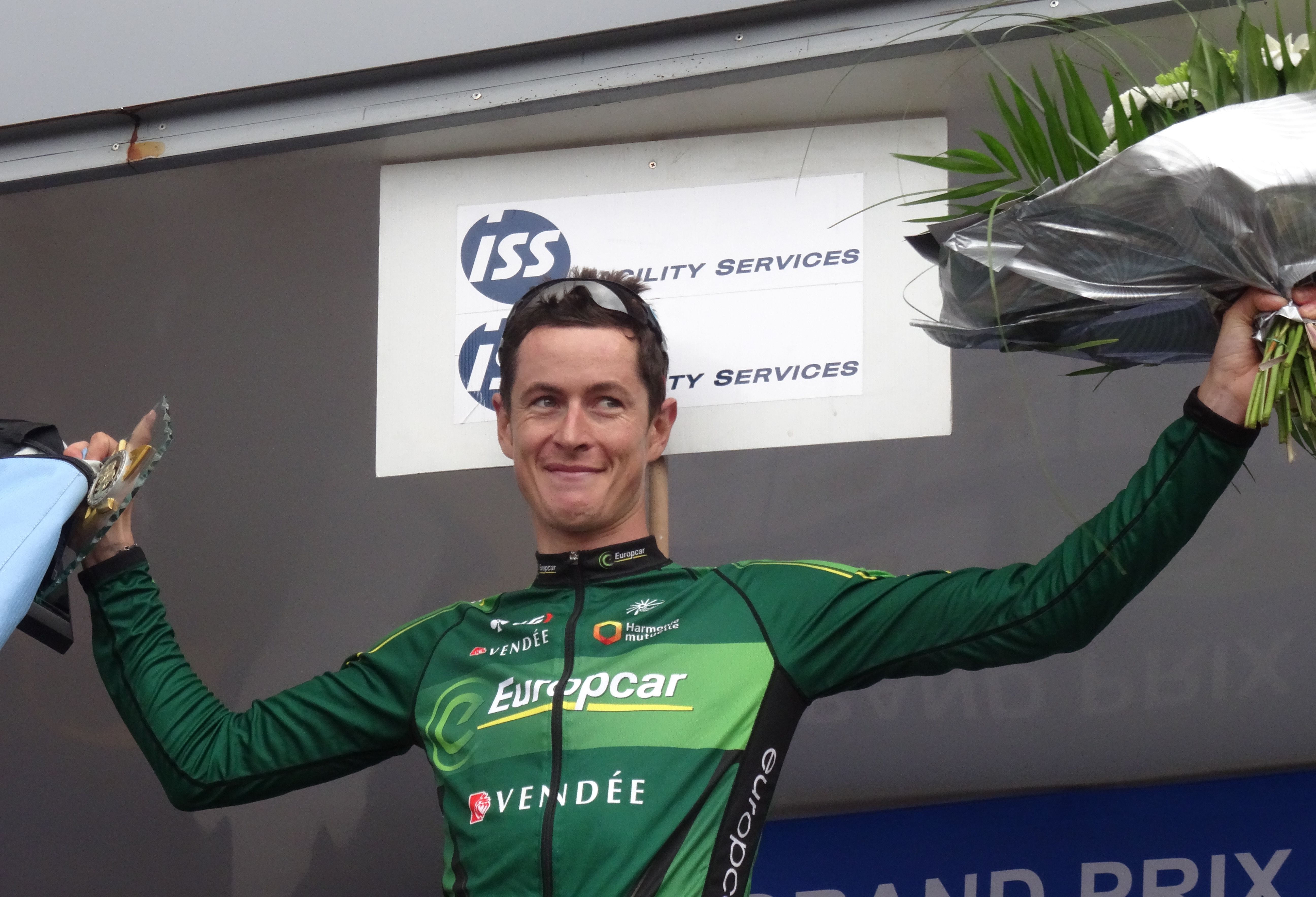
Alexandre Pichot, dossard vert de la Coupe de France.
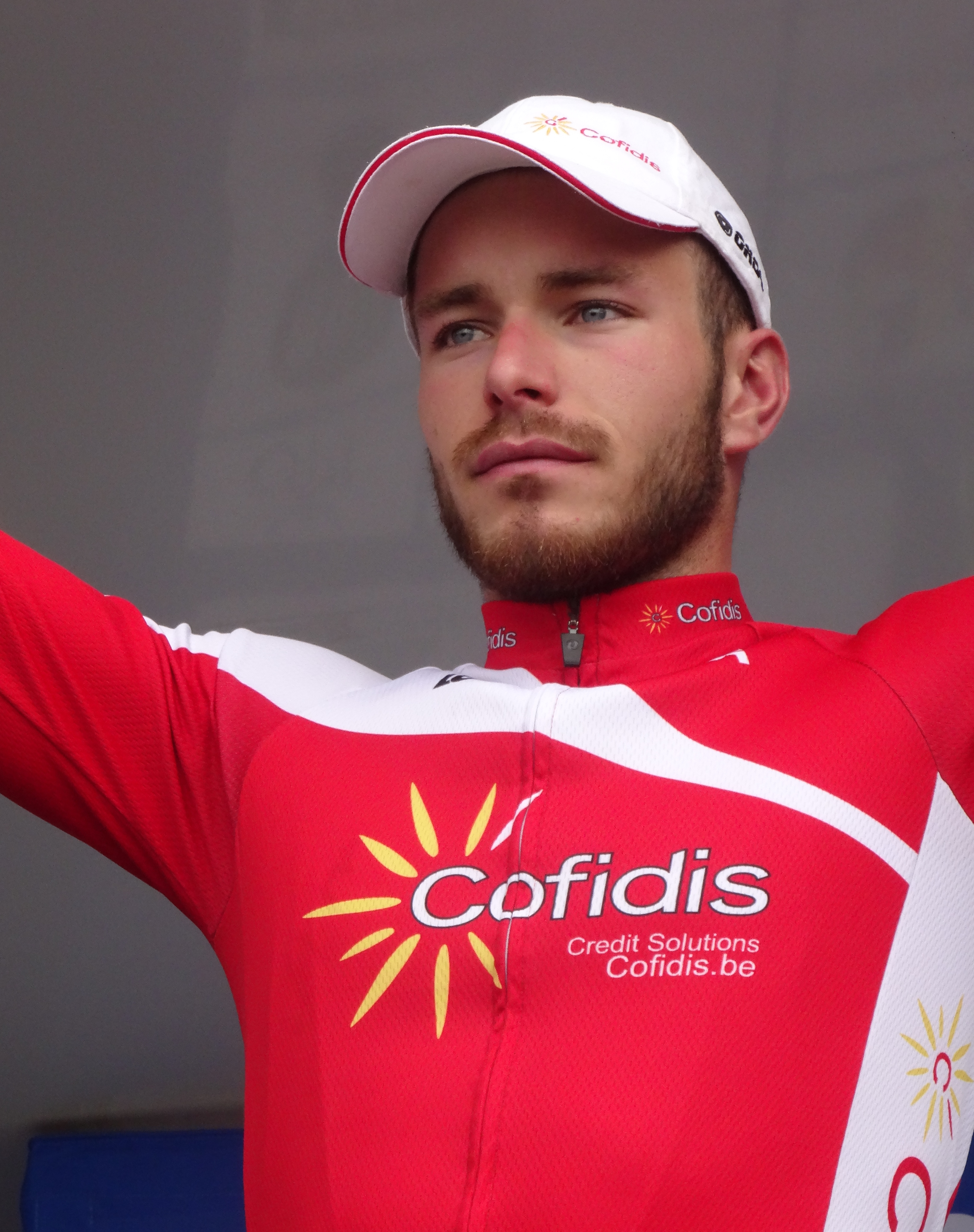
Florian Sénéchal, meilleur coureur régional.
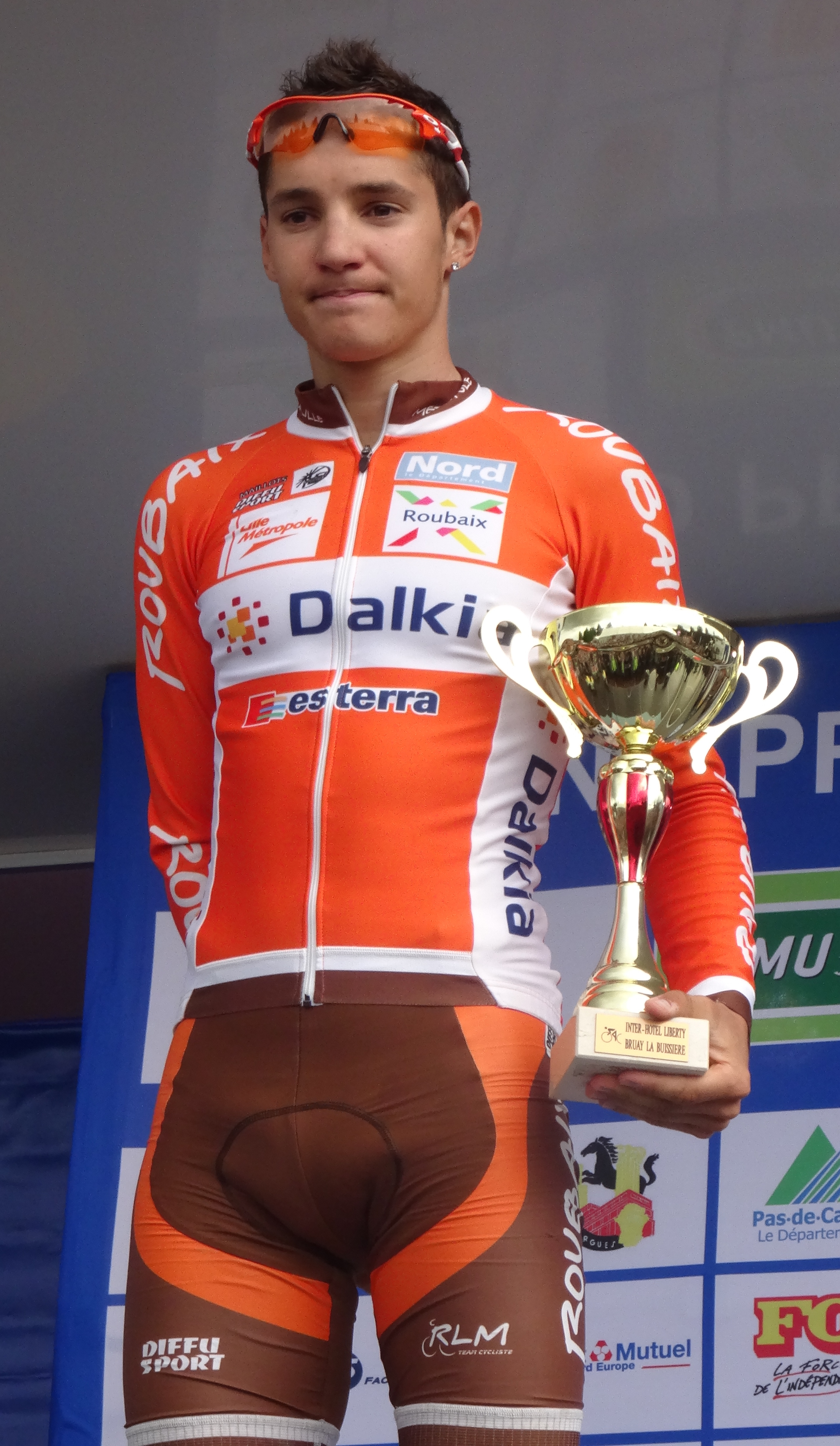
Jimmy Turgis remporte le sprint spécial 62.

### UCI Europe Tour

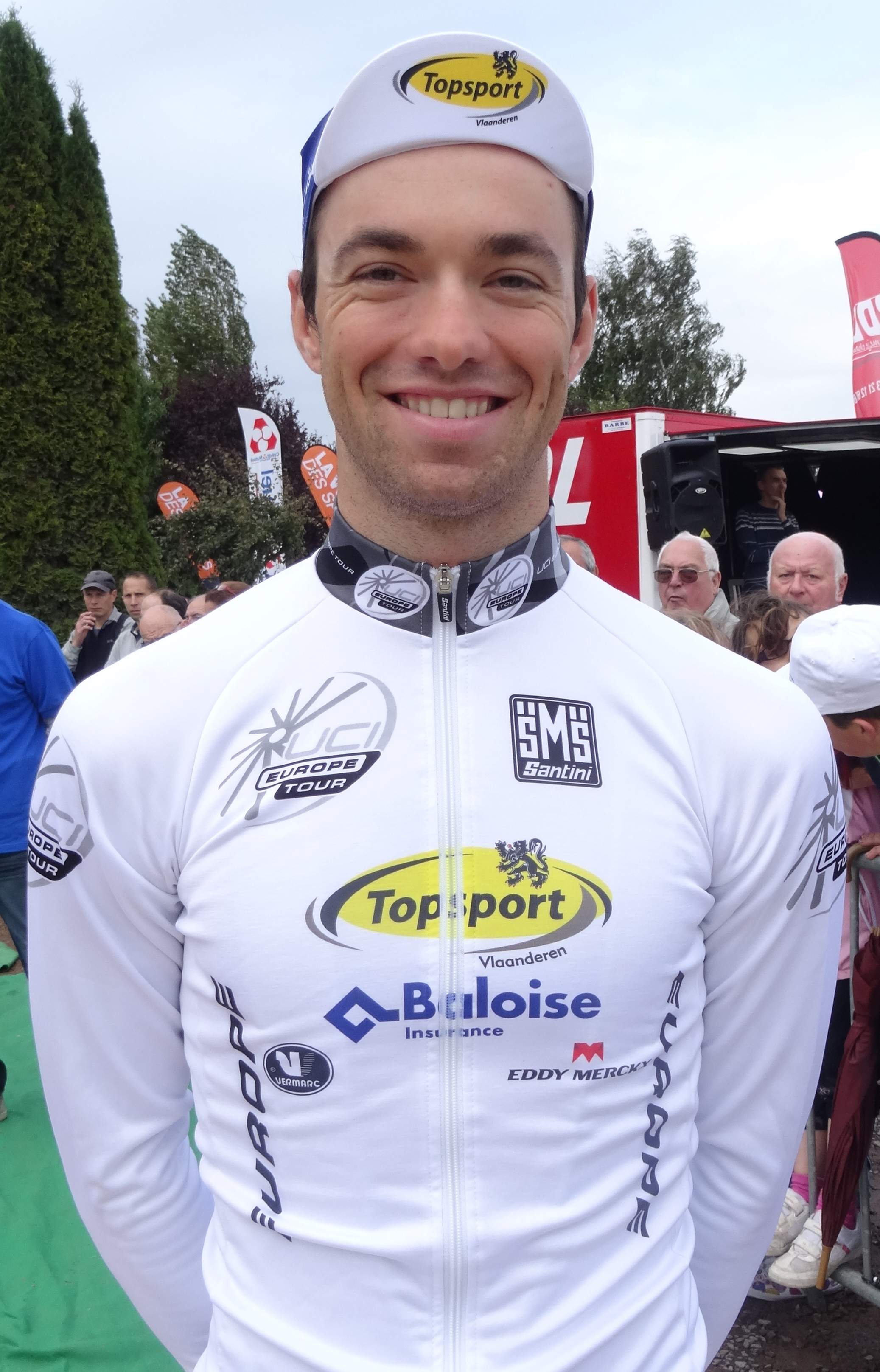
Tom Van Asbroeck (Topsport Vlaanderen-Baloise) remporte vingt-quatre points.

Ce Grand Prix d'Isbergues attribue des points pour l'UCI Europe Tour 2014, par équipes seulement aux coureurs des équipes continentales professionnelles et continentales, individuellement à tous les coureurs sauf ceux faisant partie d'une équipe ayant un label ProTeam.
| Position           | 1er | 2e | 3e | 4e | 5e | 6e | 7e | 8e | 9e | 10e | 11e | 12e |
| Classement général | 80  | 56 | 32 | 24 | 20 | 16 | 12 | 8  | 7  | 6   | 5   | 3   |

Ainsi, Heinrich Haussler (3e) remporte trente-deux points, Tom Van Asbroeck (4e) vingt-quatre points, Julien Simon (6e) seize points, Jempy Drucker (8e) huit points, Baptiste Planckaert (10e) six points, Timothy Dupont (11e) cinq points et Evaldas Šiškevičius (12e) trois points. Arnaud Démare (1er), Yauheni Hutarovich (2e), Reinardt Janse van Rensburg (5e), Samuel Dumoulin (7e) et Mickaël Delage (9e) ne remportent pas de points, étant donné qu'ils sont membres d'équipes ProTeams,. Ces points sont d'autant plus précieux pour Tom Van Asbroeck qui est leader du classement UCI Europe Tour, comme en témoigne son maillot distinctif.

## Liste des participants
Sur les 138 coureurs qui ont pris le départ, 104 ont franchi la ligne d'arrivée. Chaque équipe est limitée à huit coureurs, cinq au minimum doivent prendre le départ.
| Légende | Légende                                                                    | Légende | Légende                                                    |
| ------- | -------------------------------------------------------------------------- | ------- | ---------------------------------------------------------- |
| Num     | Dossard de départ porté par le coureur sur ce Grand Prix d'Isbergues       | Pos     | Position à l'arrivée de la course                          |
|         | Indique un maillot de champion national ou mondial, suivi de sa spécialité | NP      | Indique un coureur qui n'a pas pris le départ de la course |
| AB      | Indique un coureur qui n'a pas terminé la course                           | HD      | Indique un coureur qui a terminé la course hors des délais |

| FDJ.fr FDJ | FDJ.fr FDJ                     | FDJ.fr FDJ |
| ---------- | ------------------------------ | ---------- |
| Num        | Coureur                        | Pos        |
| 1          | Arnaud Démare (FRA) (Route)    | 1er        |
| 2          | Sébastien Chavanel (FRA)       | 62e        |
| 3          | Mickaël Delage (FRA)           | 9e         |
| 4          | Pierrick Fédrigo (FRA)         | AB         |
| 5          | Alexandre Geniez (FRA)         | AB         |
| 6          | Anthony Geslin (FRA)           | 74e        |
| 7          | Olivier Le Gac (FRA)           | AB         |
| 8          | Pierre-Henri Lecuisinier (FRA) | AB         |

| AG2R La Mondiale ALM | AG2R La Mondiale ALM             | AG2R La Mondiale ALM |
| -------------------- | -------------------------------- | -------------------- |
| Num                  | Coureur                          | Pos                  |
| 11                   | Samuel Dumoulin (FRA)            | 7e                   |
| 12                   | Davide Appollonio (ITA)          | AB                   |
| 13                   | Gediminas Bagdonas (LTU)         | AB                   |
| 14                   | Mikaël Cherel (FRA)              | 57e                  |
| 15                   | Maxime Daniel (FRA)              | 64e                  |
| 16                   | Ben Gastauer (LUX)               | 45e                  |
| 17                   | Yauheni Hutarovich (BLR) (Route) | 2e                   |
| 18                   | Julian Kern (GER)                | 49e                  |

| BigMat-Auber 93 BIG | BigMat-Auber 93 BIG       | BigMat-Auber 93 BIG |
| ------------------- | ------------------------- | ------------------- |
| Num                 | Coureur                   | Pos                 |
| 21                  | Flavien Dassonville (FRA) | 75e                 |
| 22                  | Frédéric Brun (FRA)       | 60e                 |
| 23                  | Alo Jakin (EST) (Route)   | 26e                 |
| 24                  | Maxime Renault (FRA)      | 99e                 |
| 25                  | Stéphane Rossetto (FRA)   | 48e                 |
| 26                  | Steven Tronet (FRA)       | 39e                 |
| 27                  | Théo Vimpère (FRA)        | AB                  |
| 28                  | Yannis Yssaad (FRA)       | 71e                 |

| BMC Racing BMC | BMC Racing BMC        | BMC Racing BMC |
| -------------- | --------------------- | -------------- |
| Num            | Coureur               | Pos            |
| 31             | Amaël Moinard (FRA)   | 77e            |
| 32             | Luke Davison (AUS)    | AB             |
| 33             | Yannick Eijssen (BEL) | 55e            |
| 34             | Ben Hermans (BEL)     | 35e            |
| 35             | Martin Kohler (SUI)   | 31e            |
| 36             | Michael Schär (SUI)   | 29e            |
| 37             | Loïc Vliegen (BEL)    | 70e            |
| 38             | Rick Zabel (GER)      | 98e            |

| Bretagne-Séché Environnement BSE | Bretagne-Séché Environnement BSE | Bretagne-Séché Environnement BSE |
| -------------------------------- | -------------------------------- | -------------------------------- |
| Num                              | Coureur                          | Pos                              |
| 41                               | Armindo Fonseca (FRA)            | 15e                              |
| 42                               | Anthony Delaplace (FRA)          | 32e                              |
| 43                               | Romain Feillu (FRA)              | 16e                              |
| 44                               | Clément Koretzky (FRA)           | 97e                              |
| 45                               | Christophe Laborie (FRA)         | 27e                              |
| 46                               | Vegard Stake Laengen (NOR)       | 36e                              |
| 47                               | Pierre-Luc Périchon (FRA)        | 58e                              |
| 48                               | Florian Vachon (FRA)             | 14e                              |

| Cofidis COF | Cofidis COF              | Cofidis COF |
| ----------- | ------------------------ | ----------- |
| Num         | Coureur                  | Pos         |
| 51          | Julien Simon (FRA)       | 6e          |
| 52          | Julien Fouchard (FRA)    | 59e         |
| 53          | Christophe Laporte (FRA) | 23e         |
| 54          | Cyril Lemoine (FRA)      | 88e         |
| 55          | Adrien Petit (FRA)       | 103e        |
| 56          | Florian Sénéchal (FRA)   | 80e         |
| 57          | Anthony Turgis (FRA)     | 68e         |
| 58          | Romain Zingle (BEL)      | 51e         |

| Europcar EUC | Europcar EUC           | Europcar EUC |
| ------------ | ---------------------- | ------------ |
| Num          | Coureur                | Pos          |
| 61           | Bryan Coquard (FRA)    | AB           |
| 62           | Yukiya Arashiro (JPN)  | 63e          |
| 63           | Cyril Gautier (FRA)    | 73e          |
| 64           | Yohann Gène (FRA)      | 30e          |
| 65           | Tony Hurel (FRA)       | 95e          |
| 66           | Alexandre Pichot (FRA) | 101e         |
| 67           | Kévin Réza (FRA)       | 76e          |
| 68           | Thomas Voeckler (FRA)  | 96e          |

| Giant-Shimano GIA | Giant-Shimano GIA                 | Giant-Shimano GIA |
| ----------------- | --------------------------------- | ----------------- |
| Num               | Coureur                           | Pos               |
| 71                | Lawson Craddock (USA)             | AB                |
| 72                | Thomas Damuseau (FRA)             | 34e               |
| 73                | Brian Bulgaç (NED)                | 104e              |
| 74                | Johannes Fröhlinger (GER)         | 81e               |
| 75                | Simon Geschke (GER)               | 66e               |
| 76                |                                   |                   |
| 77                |                                   |                   |
| 78                | Reinardt Janse van Rensburg (RSA) | 5e                |

| IAM | IAM                      | IAM |
| --- | ------------------------ | --- |
| Num | Coureur                  | Pos |
| 81  | Marcel Aregger (SUI)     | 44e |
| 82  | Sondre Holst Enger (NOR) | AB  |
| 83  | Heinrich Haussler (AUS)  | 3e  |
| 84  | Sébastien Hinault (FRA)  | 83e |
| 85  | Pirmin Lang (SUI)        | AB  |
| 86  | Simon Pellaud (SUI)      | 89e |
| 87  | Matteo Pelucchi (ITA)    | AB  |
| 88  | Vicente Reynés (ESP)     | 65e |

| La Pomme Marseille 13 LPM | La Pomme Marseille 13 LPM | La Pomme Marseille 13 LPM |
| ------------------------- | ------------------------- | ------------------------- |
| Num                       | Coureur                   | Pos                       |
| 91                        | Benjamin Giraud (FRA)     | 37e                       |
| 92                        | Domingos Gonçalves (POR)  | 53e                       |
| 93                        | José Gonçalves (POR)      | 100e                      |
| 94                        | Justin Jules (FRA)        | 19e                       |
| 95                        | Yoann Paillot (FRA)       | AB                        |
| 96                        | Thomas Rostollan (FRA)    | 85e                       |
| 97                        | Evaldas Šiškevičius (LTU) | 12e                       |
| 98                        | Thomas Vaubourzeix (FRA)  | AB                        |

| Roubaix Lille Métropole RLM | Roubaix Lille Métropole RLM | Roubaix Lille Métropole RLM |
| --------------------------- | --------------------------- | --------------------------- |
| Num                         | Coureur                     | Pos                         |
| 101                         | Baptiste Planckaert (BEL)   | 10e                         |
| 102                         | Rudy Barbier (FRA)          | 18e                         |
| 103                         | Timothy Dupont (BEL)        | 11e                         |
| 104                         | Rudy Kowalski (FRA)         | AB                          |
| 105                         | Jean-Lou Paiani (FRA)       | 50e                         |
| 106                         | Romain Pillon (FRA)         | 82e                         |
| 107                         | Jimmy Turgis (FRA)          | 102e                        |
| 108                         | Maxime Vantomme (BEL)       | AB                          |

| Tinkoff-Saxo TCS | Tinkoff-Saxo TCS        | Tinkoff-Saxo TCS |
| ---------------- | ----------------------- | ---------------- |
| Num              | Coureur                 | Pos              |
| 111              | Rasmus Guldhammer (DEN) | 47e              |
| 112              | Jesper Hansen (DEN)     | AB               |
| 113              | Michal Kolář (SVK)      | 28e              |
| 114              | Karsten Kroon (NED)     | 78e              |
| 115              | Michael Mørkøv (DEN)    | 22e              |
| 116              | Evgueni Petrov (RUS)    | AB               |
| 117              | Nicki Sørensen (DEN)    | 56e              |
| 118              | Nikolay Trusov (RUS)    | 72e              |

| Joker TJO | Joker TJO                   | Joker TJO |
| --------- | --------------------------- | --------- |
| Num       | Coureur                     | Pos       |
| 121       | Odd Christian Eiking (NOR)  | 38e       |
| 122       | Truls Engen Korsæth (NOR)   | 90e       |
| 123       | Philip Lindau (SWE)         | AB        |
| 124       | Jo Kogstad Ringheim (NOR)   | AB        |
| 125       | Vegard Robinson Bugge (NOR) | AB        |
| 126       | Anders Skaarseth (NOR)      | 33e       |
| 127       | Kristoffer Skjerping (NOR)  | 91e       |
| 128       | Adrian Aas Stien (NOR)      | 52e       |

| NetApp-Endura TNE | NetApp-Endura TNE         | NetApp-Endura TNE |
| ----------------- | ------------------------- | ----------------- |
| Num               | Coureur                   | Pos               |
| 131               |                           |                   |
| 132               | Blaž Jarc (SLO)           | AB                |
| 133               | Ralf Matzka (GER)         | 17e               |
| 134               |                           |                   |
| 135               | Andreas Schillinger (GER) | 84e               |
| 136               | Daniel Schorn (AUT)       | 46e               |
| 137               | Michael Schwarzmann (GER) | 25e               |
| 138               | Scott Thwaites (GBR)      | AB                |

| Topsport Vlaanderen-Baloise TSV | Topsport Vlaanderen-Baloise TSV | Topsport Vlaanderen-Baloise TSV |
| ------------------------------- | ------------------------------- | ------------------------------- |
| Num                             | Coureur                         | Pos                             |
| 141                             | Jasper De Buyst (BEL)           | AB                              |
| 142                             | Moreno De Pauw (BEL)            | AB                              |
| 143                             | Eliot Lietaer (BEL)             | 87e                             |
| 144                             | Tom Van Asbroeck (BEL)          | 4e                              |
| 145                             | Tim Declercq (BEL)              | 40e                             |
| 146                             | Preben Van Hecke (BEL)          | 61e                             |
| 147                             | Arthur Vanoverberghe (BEL)      | 93e                             |
| 148                             | Otto Vergaerde (BEL)            | AB                              |

| Veranclassic-Doltcini VER | Veranclassic-Doltcini VER | Veranclassic-Doltcini VER |
| ------------------------- | ------------------------- | ------------------------- |
| Num                       | Coureur                   | Pos                       |
| 151                       | Gianni Bossuyt (BEL)      | AB                        |
| 152                       | Serge Dewortelaer (BEL)   | AB                        |
| 153                       |                           |                           |
| 154                       | Wouter Mol (NED)          | 24e                       |
| 155                       | Rick Ottema (NED)         | AB                        |
| 156                       | Bob Schoonbroodt (NED)    | AB                        |
| 157                       | Alessandro Soenens (BEL)  | AB                        |
| 158                       | Joeri Stallaert (BEL)     | 13e                       |

| Wallonie-Bruxelles WBC | Wallonie-Bruxelles WBC   | Wallonie-Bruxelles WBC |
| ---------------------- | ------------------------ | ---------------------- |
| Num                    | Coureur                  | Pos                    |
| 161                    | Quentin Bertholet (BEL)  | 92e                    |
| 162                    | Olivier Chevalier (BEL)  | AB                     |
| 163                    | Sébastien Delfosse (BEL) | 41e                    |
| 164                    | Antoine Demoitié (BEL)   | 20e                    |
| 165                    | Tom Dernies (BEL)        | 86e                    |
| 166                    | Boris Dron (BEL)         | 94e                    |
| 167                    | Robin Stenuit (BEL)      | 21e                    |
| 168                    | Julien Stassen (BEL)     | 69e                    |

| Wanty-Groupe Gobert WGG | Wanty-Groupe Gobert WGG   | Wanty-Groupe Gobert WGG |
| ----------------------- | ------------------------- | ----------------------- |
| Num                     | Coureur                   | Pos                     |
| 171                     | Laurens De Vreese (BEL)   | 43e                     |
| 172                     | Jempy Drucker (LUX)       | 8e                      |
| 173                     | Roy Jans (BEL)            | 42e                     |
| 174                     | Wesley Kreder (NED)       | AB                      |
| 175                     | Björn Leukemans (BEL)     | 79e                     |
| 176                     | Lander Seynaeve (BEL)     | 54e                     |
| 177                     | Nico Sijmens (BEL)        | 67e                     |
| 178                     | James Vanlandschoot (BEL) | NP                      |